# Wereldkampioenschappen zwemmen 2009 – 4×100 meter wisselslag mannen
De 4×100 meter wisselslag mannen op de Wereldkampioenschappen zwemmen 2009 vond plaats op 2 augustus 2009, series en finale. Op dit onderdeel zwemt men eerst de rugslag, dan de schoolslag, vervolgens de vlinderslag en als laatste de vrije slag. Omdat het zwembad waarin de wedstrijd gehouden werd 50 meter lang is, bestond de race uit acht baantjes. Na afloop van de series kwalificeren de acht snelste ploegen zich voor de finale. Titelverdediger was de Verenigde Staten.

## Podium
| Goud | Goud | Zilver                                                       | Zilver | Brons                                                                              | Brons |
| --- | ---- | ------------------------------------------------------------ | ------ | ---------------------------------------------------------------------------------- | ----- |
| Aaron Peirsol Eric Shanteau Michael Phelps David Walters Matt Grevers* Mark Gangloff* Tyler McGill* Nathan Adrian* | USA  | Helge Meeuw Hendrik Feldwehr Benjamin Starke Paul Biedermann | GER    | Ashley Delaney Brenton Rickard Andrew Lauterstein Matt Targett Christian Sprenger* | AUS   |

## Records
Voorafgaand aan het toernooi waren dit het wereldrecord en het kampioenschapsrecord
| Wereldrecord         | Verenigde Staten Aaron Peirsol Brendan Hansen Michael Phelps Jason Lezak | 3.29,34 | Peking, China     | 17 augustus 2008 |
| Kampioenschapsrecord | Verenigde Staten Aaron Peirsol Brendan Hansen Ian Crocker Jason Lezak    | 3.31,54 | Barcelona, Spanje | 27 juli 2003     |

## Series
| Rang | Serie | Baan | Namen                                                                                          | Nationaliteit                | Tijd    | Bijz. |
| ---- | ----- | ---- | ---------------------------------------------------------------------------------------------- | ---------------------------- | ------- | ----- |
| 1    | 3     | 7    | Helge Meeuw Hendrik Feldwehr Benjamin Starke Paul Biedermann                                   | Duitsland                    | 3.29,48 | CR    |
| 2    | 4     | 4    | Ashley Delaney Christian Sprenger Andrew Lauterstein Matt Targett                              | Australië                    | 3.29,84 |       |
| 3    | 5     | 4    | Matt Grevers Mark Gangloff Tyler McGill Nathan Adrian                                          | Verenigde Staten             | 3.29,94 |       |
| 4    | 3     | 6    | Jérémy Stravius Hugues Duboscq Clément Lefert Alain Bernard                                    | Frankrijk                    | 3.30,09 |       |
| 5    | 4     | 3    | Guilherme Guido Henrique Barbosa Gabriel Mangabeira Nicolas Oliveira                           | Brazilië                     | 3.30,25 |       |
| 6    | 5     | 5    | Arkadi Vjatsjanin Grigory Falko Jevgeni Korotysjkin Jevgeni Lagoenov                           | Rusland                      | 3.30,55 |       |
| 7    | 3     | 5    | Liam Tancock James Gibson Michael Rock Simon Burnett                                           | Verenigd Koninkrijk          | 3.30,68 |       |
| 8    | 3     | 4    | Ryosuke Irie Ryo Tateishi Takuro Fujii Rammaru Harada                                          | Japan                        | 3.30,74 |       |
| 9    | 5     | 2    | Pascal Wollach Mathieu Bois Joe Bartoch Brent Hayden                                           | Canada                       | 3.31,02 |       |
| 10   | 5     | 3    | George du Rand Cameron van der Burgh Lyndon Ferns Graeme Moore                                 | Zuid-Afrika                  | 3.31,53 |       |
| 11   | 4     | 5    | Daniel Bell Glenn Snyders Corney Swanepoel Cameron Gibson                                      | Nieuw-Zeeland                | 3.31,58 |       |
| 12   | 3     | 3    | Aschwin Wildeboer Melquiades Alvarez Rafael Muñoz Jose Antonio Alonso                          | Spanje                       | 3.32,11 |       |
| 13   | 5     | 6    | Enrico Catalano Luca Pizzini Mattia Nalesso Christian Galenda                                  | Italië                       | 3.33,42 |       |
| 14   | 4     | 6    | Aristeidis Grigoriadis Romanos Iasonas Alyfantis Stefanos Dimitriadis Ioannis Kalargaris       | Griekenland                  | 3.35,33 |       |
| 15   | 4     | 0    | Vytautas Janusaitis Giedrius Titenis Rimvydas Salcius Paulius Viktoravicius                    | Litouwen                     | 3.35,40 |       |
| 16   | 4     | 7    | Jianbin He Guoying Zhang Jiawei Zhou Zuo Chen                                                  | China                        | 3.35,86 |       |
| 17   | 5     | 8    | Guy Barnea Tom Beeri Alon Mandel Nimrod Shapira Bar-Or                                         | Israël                       | 3.36,23 |       |
| 18   | 1     | 8    | Robi Zbogar Damir Dugonjic Peter Mankoč Jernej Godec                                           | Slovenië                     | 3.36,79 |       |
| 19   | 1     | 7    | Andriy Kovbasa Ihor Borysyk Denys Dubrov Andrij Hovorov                                        | Oekraïne                     | 3.36,99 |       |
| 20   | 1     | 4    | Tomas Fucik Petr Bartunek Michal Rubacek Martin Verner                                         | Tsjechië                     | 3.37,10 |       |
| 21   | 4     | 2    | Răzvan Florea Dragos Agache Alexandru Felix Maestru Norbert Trandafir                          | Roemenië                     | 3.37,57 |       |
| 21   | 5     | 7    | Pavel Sankovich Viktor Vabishchevich Evgeny Lazuka Andrei Radzionau                            | Wit-Rusland                  | 3.37,57 |       |
| 23   | 4     | 1    | Stanislav Ossinskiy Vladislav Polyakov Rustam Khudiyev Stanislav Kuzmin                        | Kazachstan                   | 3.38,65 |       |
| 24   | 2     | 4    | Karl Burdis Barry Murphy Conor Leaney Ryan Harrison                                            | Ierland                      | 3.39,87 |       |
| 25   | 1     | 6    | Flori Lang Benjamin Le Maguet Damien Courtois Gregory Widmer                                   | Zwitserland                  | 3.41,10 |       |
| 26   | 5     | 0    | Andres Olvik Martti Aljand Sten Indrikson Vladimir Sidorkin                                    | Estland                      | 3.43,12 |       |
| 27   | 5     | 9    | Danil Bugakov Ivan Demyanenko Sergey Pankov Daniil Tulupov                                     | Oezbekistan                  | 3.45,23 |       |
| 28   | 3     | 1    | Omar A. Pinzon Garcia Jorge Mario Murillo Valdes Carlos Viveros Madariaga Julio Galofre Montes | Colombia                     | 3.46,45 |       |
| 29   | 4     | 8    | Kai Wee Rainer Ng Jinwen Mark Tan Xue Wei Nicholas Tan Clement Lim                             | Singapore                    | 3.48,74 |       |
| 30   | 2     | 6    | Ashwin Menon Sandeep Sejwal Rehan Poncha Virdhawal Khade                                       | India                        | 3.48,85 |       |
| 31   | 3     | 8    | Charles William Walker Miguel Molina James Walsh Daniel Coakley                                | Filipijnen                   | 3.49,65 |       |
| 32   | 4     | 9    | Sebastian Jahnsen Madico Pedro Luna Llamosas Emmanuel Crescimbeni Sebastian Arispe Silva       | Peru                         | 3.55,35 |       |
| 33   | 3     | 9    | Antonio Tong Chan Wai Ma Wing Cheung Victor Wong Kuan Fong Lao                                 | Macau                        | 3.57,44 |       |
| 34   | 2     | 2    | Matar Samb Malick Fall Papa Madiop Ndong Abdoul Khadre Mbaye Niane                             | Senegal                      | 3.58,70 |       |
| 35   | 2     | 3    | Mohammed Al Ghaferi Mubarak Al Besher Obaid Aljesmi Saeed Al Jesmi                             | Verenigde Arabische Emiraten | 4.00,37 |       |
| 36   | 2     | 5    | Khachik Plavchyan Andranik Harutyunyan Mikayel Koloyan Harutyun Harutyunyan                    | Armenië                      | 4.04,89 |       |
| 37   | 2     | 7    | Ryan Pini Ian Bond Wolongkatop Nakmai Peter Popahun Pokawin Daniel Kevin Pryke                 | Papoea-Nieuw-Guinea          | 4.05,62 |       |
| 38   | 1     | 5    | Mark Sammut Andrea Agius Neil Agius Edward Caruana Dingli                                      | Malta                        | 4.08,49 |       |
| 39   | 1     | 2    | Vincent Perry Rainui Teriipaia Heimanu Sichan Anthony Clark                                    | Frans-Polynesië              | 4.08,78 |       |
| 40   | 2     | 8    | Sidni Hoxha Jurgen Fici Endi Babi Jon Pepaj                                                    | Albanië                      | 4.16,13 |       |
| 41   | 1     | 3    | Leonel Matonse Ivo Chilaule Gerusio Matonse Patricio Vera                                      | Mozambique                   | 4.21,81 |       |
| 42   | 2     | 0    | Kailan Staal Eli Ebenezer Wong Cooper Graf Shin Kimura                                         | Noordelijke Marianen         | 4.29,77 |       |

## Finale
| Rang   | Baan | Namen                                                                 | Nationaliteit       | Tijd    | Bijz. |
| ------ | ---- | --------------------------------------------------------------------- | ------------------- | ------- | ----- |
| Goud   | 3    | Aaron Peirsol Eric Shanteau Michael Phelps David Walters              | Verenigde Staten    | 3.27,28 | WR    |
| Zilver | 4    | Helge Meeuw Hendrik Feldwehr Benjamin Starke Paul Biedermann          | Duitsland           | 3.28,58 |       |
| Brons  | 5    | Ashley Delaney Brenton Rickard Andrew Lauterstein Matt Targett        | Australië           | 3.28,64 |       |
| 4      | 2    | Guilherme Guido Henrique Barbosa Gabriel Mangabeira César Cielo Filho | Brazilië            | 3.29,16 |       |
| 5      | 6    | Jérémy Stravius Hugues Duboscq Clément Lefert Alain Bernard           | Frankrijk           | 3.29,73 |       |
| 6      | 7    | Arkadi Vjatsjanin Grigory Falko Jevgeni Korotysjkin Andrej Gretsjin   | Rusland             | 3.30,60 |       |
| 7      | 8    | Junya Koga Ryo Tateishi Takuro Fujii Rammaru Harada                   | Japan               | 3.30,91 |       |
| —-     | 1    | Liam Tancock James Gibson Michael Rock Simon Burnett                  | Verenigd Koninkrijk | DSQ     |       |